# Love Songs (альбом The Beatles)
Love Songs (с англ. — «Песни любви») — двойной сборный альбом с лирическими композициями The Beatles периода 1962—1970, выпущенный Capitol Records в США 21 октября 1977 (номер по каталогу SKBL-11711) и Parlophone в Великобритании 19 ноября 1977 (номер по каталогу PCSP 721). Также вышло издание альбома в Канаде (с пластинками из жёлтого полупрозрачного винила, о чем упоминал рекламный стикер на лицевой стороне конверта) и Новой Зеландии (с тем же номером по каталогу и с той же печатной матрицы, на двух разных лейблах, принадлежащих EMI). Диск поднялся до 24-го места в чарте альбомов Billboard Top LPs & Tape, где провел 31 неделю, начиная с 12 ноября 1977. Американская ассоциация звукозаписывающих компаний зафиксировала 3 млн проданных пластинок в период с 1977 до 2000 года, но этот период условный, так как сборник не переиздавался с конца 1980-х (certified the album with sales of three million units in 2000 even though the compilation was deleted in the late 1980s). В 1982 году лицензию EMI на выпуск сборника приобрел болгарский звукозаписывающий лейбл «Балкантон», который в дальнейшем экспортировал пластинку в СССР и другие соцстраны Европы.

## Об альбоме
В конверт американской версии сборника вкладывались два внутренних конверта для пластинок и полноразмерный буклет с текстами, напечатанные на плотной бумаге с фоновым рисунком, имитирующим пергамент. Тексты буклета оформили с использованием каллиграфической прописи. Конверты первого тиража сборника в США и Канаде производили на картоне, поверхность которого имитировала искусственную кожу. На внутреннюю сторону разворотного конверта поместили чёрно-белый фотоколлаж The Beatles (переработка фотоколлажа 1967 года работы Ричарда Аведона, выполненного по заказу журнала Look). Это изображение в уменьшенном виде использовали и для дизайна характерного овального логотипа сборника на фронтальной стороне конверта. В первом тираже для США и Канады логотип получил рельефный принт с позолотой. Также для этого издания использовали овальные золотистые стикеры, которые клеились спереди сверху на целлофановую упаковку пластинки.

## Список композиций
Все песни написаны Джоном Ленноном и Полом Маккартни, за исключением отмеченных.

### Диск 1
| №  | Название                     | Автор(ы)        | Длительность |
| -- | ---------------------------- | --------------- | ------------ |
| 1. | «Yesterday»                  |                 | 2:03         |
| 2. | «I’ll Follow the Sun»        |                 | 1:47         |
| 3. | «I Need You»                 | Джордж Харрисон | 2:27         |
| 4. | «Girl»                       |                 | 2:30         |
| 5. | «In My Life»                 |                 | 2:24         |
| 6. | «Words of Love»              | Бадди Холли     | 2:02         |
| 7. | «Here, There and Everywhere» |                 | 2:22         |

| №   | Название               | Автор(ы)        | Длительность |
| --- | ---------------------- | --------------- | ------------ |
| 8.  | «Something»            | Джордж Харрисон | 3:00         |
| 9.  | «And I Love Her»       |                 | 2:28         |
| 10. | «If I Fell»            |                 | 2:18         |
| 11. | «I’ll Be Back»         |                 | 2:21         |
| 12. | «Tell Me What You See» |                 | 2:35         |
| 13. | «Yes It Is»            |                 | 2:38         |

### Диск 2
| №  | Название                         | Длительность |
| -- | -------------------------------- | ------------ |
| 1. | «Michelle»                       | 2:40         |
| 2. | «It’s Only Love»                 | 1:55         |
| 3. | «You’re Going to Lose That Girl» | 2:16         |
| 4. | «Every Little Thing»             | 2:01         |
| 5. | «For No One»                     | 1:59         |
| 6. | «She’s Leaving Home»             | 3:37         |

| №   | Название                               | Длительность |
| --- | -------------------------------------- | ------------ |
| 7.  | «The Long and Winding Road»            | 3:34         |
| 8.  | «This Boy»                             | 2:12         |
| 9.  | «Norwegian Wood (This Bird Has Flown)» | 2:02         |
| 10. | «You’ve Got to Hide Your Love Away»    | 2:07         |
| 11. | «I Will»                               | 1:46         |
| 12. | «P.S. I Love You»                      | 2:02         |

## Невышедший сингл
В поддержку сборника Capitol намеревалась выпустить сингл с «Girl» на первой стороне и «You’re Going to Lose That Girl» на обратной. Синглу присвоили каталожный номер 4506 и напечатали конверты, но в начале октября 1977 его выпуск по неизвестной причине отменили.